# Super Rugby Americas 2024
Super Rugby Americas 2024 (in inglese 2024 Super Rugby Americas, in spagnolo Super Rugby Américas 2024) fu la 5ª edizione della competizione interconfederale di rugby a 15 delle Americhe organizzata da Sudamérica Rugby tra squadre di club delle federazioni di Argentina, Brasile, Cile, Paraguay, Stati Uniti e Uruguay.
Si tenne dal 16 febbraio 2024 al 14 giugno 2024 tra 7 squadre, le quali si incontrarono a girone unico nella stagione regolare che espresse le quattro qualificate ai play-off.
La composizione del torneo fu uguale a quella dell'edizione precedente, con tutte le sette squadre del 2023 presenti alla competizione.
Anche le quattro semifinaliste furono le stesse di un anno prima, ma l'uruguaiana Peñarol, campione uscente, si classificò quarta e si qualificò per i play-off solo all'ultima giornata.
La fase regolare fu dominata dalle argentine, classificatesi nei primi due posti.
Nella prima semifinale, giocata sul campo del CA San Isidro, Pampas XV eliminò dalla corsa al titolo gli uruguaiani con il punteggio di 50-27.
Sul proprio campo di Córdoba, invece, il Dogos ebbe bisogno dell'extra-time per venire a capo della combattività della paraguaiana Yacare, capace di chiudere gli 80 minuti sul 14 pari; solo una punizione realizzata tra i pali a fine primo supplementare garantì una finale completamente argentina per la prima volta.
Battendo 37-23 Pampas XV, il Dogos si aggiudicò il suo primo titolo sudamericano, secondo per una compagine argentina dopo gli Jaguares nel 2021.
Il valore delle marcature, come stabilito da World Rugby nel 2017, è: 5 punti per ciascuna meta (7 se trasformata), 7 punti per la meta tecnica, 3 punti per la realizzazione di ciascun calcio piazzato, idem per il drop.

## Squadre partecipanti
| Federazione | Club             | Sponsor | Città        | Impianto interno         |
| Argentina   | Dogos XV         |         | Córdoba      | Stadio Tala RC           |
| Argentina   | Pampas XV        |         | Buenos Aires | Stadio del CA San Isidro |
| Brasile     | Cobras           |         | San Paolo    | Stadio Nicolau Alayonv   |
| Cile        | Selknam          |         | Santiago     | Stadio della Pintana     |
| Paraguay    | Yacare XV        |         | Asunción     | Stadio Eroi di Curupayty |
| Stati Uniti | American Raptors |         | Glendale     | Infinity Park            |
| Uruguay     | Peñarol          |         | Montevideo   | Stadio Charrúa           |

## Stagione regolare
| 16/17-2024 | 1ª/8ª giornata    | 12/14-4-2024 |
| ---------- | ----------------- | ------------ |
| 56-8       | Dogos - Raptors   | 63-14        |
| 15-13      | Cobras - Peñarol  | 25-19        |
| 32-48      | Yacare - Pampas   | 12-22        |
| Rip.       | Selknam           |              |
|            |                   |              |
| 8/9-3-2024 | 4ª/11ª giornata   | 3/5-5-2024   |
| 14-18      | Pampas - Dogos    | 35-17        |
| 23-25      | Selknam - Peñarol | 15-35        |
| 51-7       | Yacare - Cobras   | 27-10        |
| Rip.       | Raptors           |              |
|            |                   |              |
| 5/7-4-2024 | 7ª/14ª giornata   | 25-5-2024    |
| 12-27      | Peñarol - Dogos   | 26-26        |
| 20-38      | Cobras - Pampas   | 38-70        |
| 7-26       | Raptors - Selknam | 19-24        |
| Rip.       | Yacare            |              |

| 23/24-2-2024 | 2ª/9ª giornata   | 20/21-4-2024 |
| ------------ | ---------------- | ------------ |
| 52-17        | Pampas - Raptors | 45-14        |
| 6-29         | Cobras - Dogos   | 9-31         |
| 34-20        | Yacare - Selknam | 15-39        |
| Rip.         | Peñarol          |              |
|              |                  |              |
| 15/16-3-2024 | 5ª/12ª giornata  | 10/11-5-2024 |
| 24-41        | Peñarol - Yacare | 31-17        |
| 19-41        | Selknam - Pampas | 0-54         |
| 29-21        | Raptors - Cobras | 45-40        |
| Rip.         | Dogos            |              |

| 1/2-3-2024   | 3ª/10ª giornata   | 27/28-4-2024 |
| ------------ | ----------------- | ------------ |
| 37-7         | Peñarol - Raptors | 24-17        |
| 20-30        | Cobras - Selknam  | 15-43        |
| 36-32        | Dogos - Yacare    | 19-22        |
| Rip.         | Pampas            |              |
|              |                   |              |
| 22/24-3-2024 | 6ª/13ª giornata   | 17/18-5-2024 |
| 38-20        | Pampas - Peñarol  | 63-25        |
| 23-23        | Dogos - Selknam   | 33-24        |
| 35-33        | Raptors - Yacare  | 10-20        |
| Rip.         | Cobras            |              |

### Classifica
| Pos | Squadra          | G  | V  | N | P  | PF  | PS  | DP   | BMP | Pt |
| --- | ---------------- | -- | -- | - | -- | --- | --- | ---- | --- | -- |
| 1   | Pampas XV        | 12 | 11 | 0 | 1  | 524 | 230 | +294 | 11  | 55 |
| 2   | Dogos XV         | 12 | 8  | 2 | 2  | 376 | 227 | +149 | 7   | 43 |
| 3   | Yacare XV        | 12 | 6  | 0 | 6  | 336 | 301 | +35  | 8   | 32 |
| 4   | Peñarol          | 12 | 5  | 1 | 6  | 291 | 316 | −25  | 7   | 29 |
| 5   | Selknam          | 12 | 5  | 1 | 6  | 288 | 321 | −33  | 4   | 26 |
| 6   | American Raptors | 12 | 3  | 0 | 9  | 222 | 443 | −221 | 5   | 17 |
| 7   | Cobras           | 12 | 2  | 0 | 10 | 226 | 425 | −199 | 3   | 11 |

## Play-off
|  | Semifinali | Semifinali | Semifinali |          |           | Finale    | Finale | Finale |  |
|  |            |            |            |          |           |           |        |        |  |
|  | Pampas XV  | Pampas XV  | 50         |          |           |           |        |        |  |
|  | Pampas XV  | Pampas XV  | 50         |          |           |           |        |        |  |
|  | Peñarol    | Peñarol    | 27         |          |           |           |        |        |  |
|  | Peñarol    | Peñarol    | 27         |          | Pampas XV | Pampas XV | 23     |        |  |
|  |            |            |            |          | Pampas XV | Pampas XV | 23     |        |  |
|  |            |            | Dogos XV   | Dogos XV | 37        |           |        |        |  |
|  | Dogos XV   | Dogos XV   | Dogos XV   | Dogos XV | 37        | 17        |        |        |  |
|  | Dogos XV   | Dogos XV   |            |          |           |           |        |        |  |
|  | Yacare XV  | Yacare XV  | 14         |          |           |           |        |        |  |

### Semifinali
| Arbitro: | Nehuén Jauri Rivero |

|                                                                                      |      |                                 |
| J. de la Vega 12’ Fourcade 18’ Carullo 33’ Gurovich 51’ Pernas 55’ Elizalde 65’, 79’ | mt   | 4’ Diana 46’ Civetta 69’ Myszka |
| J. de la Vega 18’, 33’, 51’, 55’, 65’, 79’                                           | tr   | 4’ Amarillo 46’, 69’ Álvarez    |
| J. de la Vega 16’                                                                    | c.p. | 29’, 43’ Amarillo               |

| Arbitro: | Tomás Bertazza |

|                          |      |                     |
| J. Hernández 23’ Gea 69’ | mt   | 49’ Zapata          |
| J. Hernández 23’, 69’    | tr   |                     |
| Baronio 87’              | c.p. | 34’, 37’, 55’ Lamas |

### Finale
| Arbitro: | Damián Schneider. |

| |              | |
| Corvalán 18’ Scaiano 80’ | mt           | 13’ Bildosola 28’ Cabral 77’ tecnica |
| de la Vega 18’, 80’ | tr           | 13’ J. Hernández |
| de la Vega 8’, 25’, 33’ | c.p.         | 5’ J. Hernández 44’, 48’, 52’, 66’, 69’ Baronio |
| · Elizalde · Pernas · 64’ Castro · Piccardo · Ulloa · 68’ de la Vega · 53’ Inchauspe · 53’ Corvalán · 60’ Gurovich · 60’ Carullo · 60’ Fourcade · Toledo · Bernstein · Moro · 70’ D’Amorim | Formazioni   | · Soler · Cipriani · F. Sánchez 57’ · Gea 70’ · Mallía · J. Hernández 38’ · Moyano · Wenger · Bartolini · Filippa 57’ · Simes 25’ · Molina · Bildosola 16’ · Cabral · Elías |
| · 53’ Benítez · 53’ Scaiano · 60’ Fernández Criado · 60’ Coronel · 64’ Heit · 68’ Nogués · 70’ Montagner                                                                                   | Sostituzioni | · Cardozo 16’ · Baronio 38’ · Delgado 57’ · Segura 57’ |
| Juan Manuel Leguizamón | Allenatori   | Nicolás Galatro |